# Иваново (област Шумен)
 За другите селища с това име вижте Иваново.  
Ивàново е село в Североизточна България, община Върбица, област Шумен.

## География
Село Иваново се намира на около 25 km югозападно от областния център град Шумен, около 12 km север-североизточно от общинския център град Върбица и около 25 km източно от град Омуртаг. Разположено е южно от Преславска планина, в историко-географската област Герлово, на около 2 km западно от началото на северозападния ръкав на язовир „Тича“. Надморската височина в центъра на Иваново при сградата на кметството е около 221 m, на север нараства до около 250 m, а на югоизток намалява до около 210 – 215 m.
Климатът е умереноконтинентален; почвите са предимно лесивирани и планосоли.
През село Иваново минава първокласният републикански път I-7, водещ на североизток през град Велики Преслав до връзка при град Шумен с автомагистрала „Хемус“, а на юг – през селата Конево и Менгишево, град Върбица и пътния възел „Петолъчката“ до връзка с автомагистрала „Тракия“.
В землището на село Иваново има два микроязовира (по данни към 10 юни 2023 г.) – поземлени имоти с кадастрални идентификатори 32113.2.90 (площ около 3 ha) и 32113.11.98 (площ около 6 ha).
Землището на село Иваново граничи със землищата на: село Методиево на запад и север; село Имренчево на север; град Велики Преслав на север; село Сушина на изток и югоизток; село Ловец на юг; село Конево на югозапад; село Драгановец на запад.

## История
Иваново е старо селище. За първи път се споменава в османотурски документ от 1573 г. под името Хуйван. Селото е в България от 1878 г. През 1898 г. дотогавашното му име Хуйвèн е променено на Иваново.
След Освобождението в селото идват много преселници главно от Горнооряховско, Еленско, Разградско, Ловешко и Севлиевско.
Българското начално училище в село Иваново, създадено като частно българско училище, съществува от 1919 г. Учебните занимания се водят в 2 паралелки по 2 слети класа от двамата първи учители – Коста Жеков Шапков и Тодорка Костова Шапкова. Училищната сграда е построена през 1921 г., а е електрифицирана през 1952 г. Прогимназията в Иваново се открива през 1924 г. само с I клас. Началното училище и прогимназията са слети в едно основно училище през 1953/1954 г. През периода 1976 – 1990 г. Основно училище „Васил Левски“ – село Иваново разполага с 10 учебни стаи, физкултурен салон и спортна площадка.
Частно турско първоначално училище в село Иваново е открито през 1921 г. Липсват сведения за дейността на училището до 1926 г. До 1930 г. учениците се обучават от ходжа, който им преподава само корана. За пръв път български учител е назначен през 1930 г. Училищна сграда е построена през 1934 г., близо до джамията. Състои се от две класни стаи и канцелария. До 1945 г. турското училище в село Иваново е частно училище.
През 1924 г. в село Иваново е основано читалище „Съзнание“.

## Население
Числеността на населението на село Иваново според преброяванията през годините е както следва:
| \| Година на преброяване \| Численост \| \| --------------------- \| --------- \| \| 1934 \| 1161 \| \| 1946 \| 1271 \| \| 1956 \| 1172 \| \| 1965 \| 1033 \| \| 1975 \| 941 \| \| 1985 \| 767 \| \| 1992 \| 671 \| \| 2001 \| 559 \| \| 2011 \| 489 \| \| 2021 \| 350 \| |           |
| Година на преброяване | Численост |
| 1934 | 1161      |
| 1946 | 1271      |
| 1956 | 1172      |
| 1965 | 1033      |
| 1975 | 941       |
| 1985 | 767       |
| 1992 | 671       |
| 2001 | 559       |
| 2011 | 489       |
| 2021 | 350       |

Етническият състав на населението на село Иваново по данните за етническите групи според преброяването на населението през 2011 г. е както следва:
|                     | Численост | Дял (в %) |
| Общо                | 489       | 100,00    |
| Българи             | 133       | 27,19     |
| Турци               | 225       | 46,01     |
| Цигани              | 117       | 23,92     |
| Други               | ?         | ?         |
| Не се самоопределят | ?         | ?         |
| Неотговорили        | 12        | 2,45      |

## Обществени институции
Село Иваново към 2023 г. е център на кметство Иваново.
В село Иваново към 2023 г. има:
- действащо читалище „Съзнание 1924“;[17]
- действащо общинско основно училище „Васил Левски“;[18]
- православна църква „Света Троица“;[19][20]
- джамия;[21]
- пощенска станция.[22]
- целодневна детска градина „Детски свят“.[23]

## Културни и природни забележителности
В североизточния край на селото се намира селищната могила „Банята“ с диаметър 90 m и височина 6,2 m, на която през 2008 г. са проведени спасителни археологически разкопки. Могилата е датирана от ранния, средния и късния халколит. Регистрирани са находки от керамика от културите Поляница и Коджадермен.